# Lucas Friedrich Julius Dominikus von Heyden
Lucas Friedrich Julius Dominikus von Heyden (Francoforte sul Meno, 22 maggio 1838 – Francoforte sul Meno, 13 settembre 1915) è stato un entomologo tedesco, specializzato in coleotteri.
Figlio di Carl von Heyden, dal quale ereditò la passione per l'entomologia, scrisse con Edmund Reitter e Julius Weise Catalogus coleopterorum Europae, Caucasi e Armeniae rossicae. Edn 2. Berlino, Paskau, Caen (1902).
| Heyden è l'abbreviazione standard utilizzata per le specie animali descritte da Lucas Friedrich Julius Dominikus von Heyden. Categoria:Taxa classificati da Lucas Friedrich Julius Dominikus von Heyden |